# Dendropsophus pseudomeridianus
Dendropsophus pseudomeridianus är en groddjursart som först beskrevs av Cruz, Caramaschi och Dias 2000.  Dendropsophus pseudomeridianus ingår i släktet Dendropsophus och familjen lövgrodor. IUCN kategoriserar arten globalt som livskraftig. Inga underarter finns listade i Catalogue of Life.